# Chlorophytum rubribracteatum
Chlorophytum rubribracteatum là một loài thực vật có hoa trong họ Măng tây. Loài này được (De Wild.) Kativu mô tả khoa học đầu tiên năm 1993.